# Pokal Nogometne zveze Slovenije 1995-1996
La Pokal Nogometne zveze Slovenije 1995./96. (in lingua italiana: Coppa della federazione calcistica slovena 1995-96) fu la quinta edizione della coppa nazionale di calcio della Repubblica di Slovenia.
Vi parteciparono tutte le squadre slovene. Nei primi turni si sfidarono le squadre minori, quelle nelle associazioni inter-comunali (MNZ, "Medobčinske nogometne zveze"), fino ad arrivare alla fase finale, con l'entrata dei club della 1. SNL 1994-1995, dai sedicesimi di finale in poi.
A vincere fu l'Olimpia Lubiana, al suo secondo titolo nella competizione.

Questo successo diede ai bianco-verdi l'accesso alla Coppa delle Coppe 1996-1997.

## Partecipanti
Le 16 squadre della 1. SNL 1994-1995 sono ammesse di diritto. Gli altri 16 posti sono stati assegnati attraverso le coppe inter-comunali.
| Ammesse di diritto | Coppe inter-comunali | Coppe inter-comunali | Coppe inter-comunali |
| Ammesse di diritto | Associazione         | Squadre              | Squadre              |
| --- | -------------------- | -------------------- | -------------------- |
| - Beltinci - Celje - Gorica - Izola - Koper - Kočevje - Korotan Prevalje - NK Lubiana - Maribor - Mura - Naklo - Olimpia Lubiana - Primorje - Rudar Velenje - Slavija Vevče | MNZ Lubiana          | Zagorje              | Črnuče               |
| - Beltinci - Celje - Gorica - Izola - Koper - Kočevje - Korotan Prevalje - NK Lubiana - Maribor - Mura - Naklo - Olimpia Lubiana - Primorje - Rudar Velenje - Slavija Vevče | MNZ Maribor          | Železničar Maribor   | Pobrežje             |
| - Beltinci - Celje - Gorica - Izola - Koper - Kočevje - Korotan Prevalje - NK Lubiana - Maribor - Mura - Naklo - Olimpia Lubiana - Primorje - Rudar Velenje - Slavija Vevče | MNZ Celje            | Šentjur              | Dravinja             |
| - Beltinci - Celje - Gorica - Izola - Koper - Kočevje - Korotan Prevalje - NK Lubiana - Maribor - Mura - Naklo - Olimpia Lubiana - Primorje - Rudar Velenje - Slavija Vevče | MNZ Capodistria      | Ilirska Bistrica     |                      |
| - Beltinci - Celje - Gorica - Izola - Koper - Kočevje - Korotan Prevalje - NK Lubiana - Maribor - Mura - Naklo - Olimpia Lubiana - Primorje - Rudar Velenje - Slavija Vevče | MNZ Nova Gorica      | Adria                |                      |
| - Beltinci - Celje - Gorica - Izola - Koper - Kočevje - Korotan Prevalje - NK Lubiana - Maribor - Mura - Naklo - Olimpia Lubiana - Primorje - Rudar Velenje - Slavija Vevče | MNZ Murska Sobota    | Nafta                | Bakovci              |
| - Beltinci - Celje - Gorica - Izola - Koper - Kočevje - Korotan Prevalje - NK Lubiana - Maribor - Mura - Naklo - Olimpia Lubiana - Primorje - Rudar Velenje - Slavija Vevče | MNZ Lendava          | Cankova              | Čentiba              |
| - Beltinci - Celje - Gorica - Izola - Koper - Kočevje - Korotan Prevalje - NK Lubiana - Maribor - Mura - Naklo - Olimpia Lubiana - Primorje - Rudar Velenje - Slavija Vevče | MNZ Goreniska-Kranj  | Sava Kranj           | Visoko               |
| - Beltinci - Celje - Gorica - Izola - Koper - Kočevje - Korotan Prevalje - NK Lubiana - Maribor - Mura - Naklo - Olimpia Lubiana - Primorje - Rudar Velenje - Slavija Vevče | MNZ Ptuj             | Aluminij             | Drava Ptuj           |

## Sedicesimi di finale
| Squadra 1          | Risultato             | Squadra 2        |
| ------------------ | --------------------- | ---------------- |
| Nafta              | 2 – 6                 | Maribor          |
| Kočevje            | 0 – 3                 | Celje            |
| Rudar Velenje      | 1 – 0                 | Beltinci         |
| Slavija Vevče      | 1 – 3                 | Olimpia Lubiana  |
| Adria              | 0 – 3                 | Gorica           |
| Izola              | 0 – 0 (dts) (3-5 dtr) | Mura             |
| Korotan Prevalje   | 0 – 0 (dts) (3-4 dtr) | Primorje         |
| Aluminij           | 3 – 1                 | Drava Ptuj       |
| Železničar Maribor | 1 – 2                 | Ilirska Bistrica |
| Pobrežje           | 0 – 3                 | Koper            |
| Cankova            | 0 – 8                 | Šentjur          |
| Dravinja           | 0 – 2                 | NK Lubiana       |
| Črnuče             | 3 – 1                 | Zagorje          |
| Visoko             | 1 – 2                 | Naklo            |
| Čentiba            | 2 – 1                 | Sava Kranj       |
| Bakovci            | 3 – 0                 | Jadran Dekani    |

## Ottavi di finale
| Squadra 1        | Risultato             | Squadra 2       |
| ---------------- | --------------------- | --------------- |
| Aluminij         | 0 – 5                 | Primorje        |
| Koper            | 0 – 1                 | Gorica          |
| Bakovci          | 0 – 2                 | Olimpia Lubiana |
| Ilirska Bistrica | 1 – 3                 | Mura            |
| NK Lubiana       | 4 – 2 (dts)           | Črnuče          |
| Čentiba          | 1 – 17                | Celje           |
| Naklo            | 0 – 0 (dts) (3-2 dtr) | Šentjur         |
| Rudar Velenje    | 0 – 0 (dts) (4-2 dtr) | Maribor         |

## Quarti di finale
| Squadra 1       | Totale | Squadra 2     | Andata | Ritorno |
| --------------- | ------ | ------------- | ------ | ------- |
| Olimpia Lubiana | 5 – 1  | Gorica        | 3 – 1  | 2 – 0   |
| Celje           | 3 – 2  | Mura          | 2 – 0  | 1 – 2   |
| NK Lubiana      | 1 – 3  | Rudar Velenje | 0 – 1  | 1 – 2   |
| Primorje        | 5 – 2  | Naklo         | 2 – 0  | 3 – 2   |

## Semifinali
| Squadra 1       | Totale | Squadra 2     | Andata | Ritorno |
| --------------- | ------ | ------------- | ------ | ------- |
| Olimpia Lubiana | 3 – 1  | Rudar Velenje | 3 – 1  | 0 – 0   |
| Primorje        | 2 – 1  | Celje         | 0 – 1  | 2 – 0   |

## Finale
| Squadra 1 | Totale | Squadra 2       | Andata | Ritorno |
| --------- | ------ | --------------- | ------ | ------- |
| Primorje  | 1 – 2  | Olimpia Lubiana | 0 – 1  | 1 – 1   |

### Andata
| Arbitro: | Vili Kranjc |

|  |           |            |
|  | Marcatori | 13’ Šiljak |

### Ritorno
| Arbitro: | Zoran Novarlič |

|             |           |            |
| Velkoski 3’ | Marcatori | 88’ Vrabac |